# Kirschentheuer
Kirschentheuer, slowenisch Kožentavra, ist ein Dorf mit 238 Einwohnern, Katastralgemeinde und Ortschaft der Gemeinde Ferlach im Süden von Kärnten. Sie liegt am nördlichen Abhang der Karawanken, welche die österreichische Staatsgrenze zu Slowenien bilden.

## Lage und Landschaft
Kirschentheuer ist der wichtigste Kreuzungspunkt im Rosental (Kreuzung der wichtigen Verkehrsrouten Loiblpass Straße B 91 und der Rosental Straße B 85).
Die nächstgelegene Stadt ist die drei Kilometer östlich gelegene Büchsenmacherstadt Ferlach. Die Kärntner Landeshauptstadt Klagenfurt liegt 13 km nördlich von Kirschentheuer und ist über die B 91 zu erreichen.
Der von Kirschentheuer aus sichtbare Teil der Karawanken wird vom Ferlacher Horn (1850 m) und, an dessen Ostflanke, dem Sechter (1449 m) dominiert. Östlich des Sechters ist ein Teil der Koschuta (2066 m) und der Matzen (1627 m) zu sehen. In direkter Blickrichtung nach Osten kann man das Obirmassiv, bestehend aus Kleinobir (1948 m) und Hochobir (2142 m) erkennen. Die sich am äußersten östlichen Ende der Karawanken befindliche Petzen (2126 m) ist nur an klaren Tagen zu beobachten.
Westlich des Ferlacher Horns liegt der Hausberg Kirschentheuers, der Singerberg (1589 m), an welchem von Windisch Bleiberg aus vom 14. bis 20. Jahrhundert Zinn- und Bleierz abgebaut wurde. Vom Singerberg aus zieht sich das Karawankenmassiv, mit dem Mittagskogel (2145 m), bis nach Arnoldstein.
Bei guten Sichtverhältnissen lässt sich von Kirschentheuer aus der Villacher Hausberg Dobratsch (2166 m) und einige Gipfel der Karnischen Alpen erkennen.
Nördlich der Drau befindet sich der niedrige Höhenzug der Sattnitz auf dem sich, von Kirschentheuer gut sichtbar, die mittelalterliche Hollenburg befindet.

## Infrastruktur

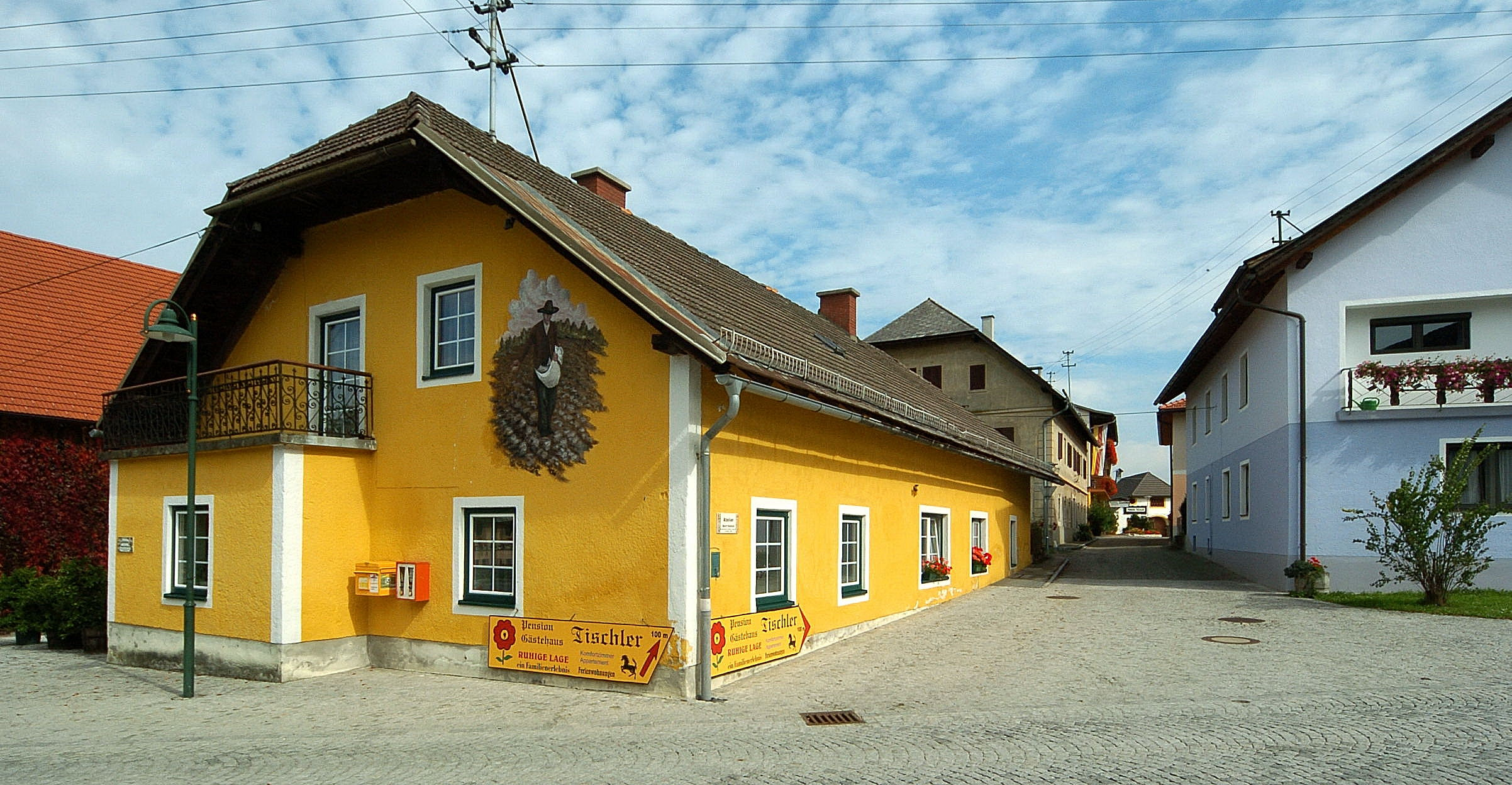
Ortsbildpflege

Die hohe Anzahl an Gasthäusern zeugt vom einstigen Durchreiseverkehr in Kirschentheuer. Denn vor dem Bau des Karawankentunnels und der Karawanken Autobahn A 11, war die Loiblpass Straße B 91, die zum Loiblpass führt, eine der wichtigsten Verbindungsrouten zwischen Österreich und Slowenien.
Kirschentheuer besitzt einen eigenen Badesee, den Ratzteich, der nach dem Betreiber des Kieswerkes, durch das er entstanden ist, und den anliegenden Gasthof und Hotelbetrieb, benannt ist. Im heutigen Gasthaus Ratz befand sich vom 6. März 1781 bis 1. Mai 1842 die erste Poststation des Rosentales. Der zweigeschoßige Bau wurde Ende des 18. Jahrhunderts aufgeführt. 
Die Freiwillige Feuerwehr Kirschentheuer wurde am 12. Juli 1902 gegründet.

## Sehenswürdigkeiten
- Carnica Bienen-Museum: Es wurde 1994 aus der Taufe gehoben, und 2006 vom ursprünglichen Standort, einem Nebengebäude des Gasthofes Ratz, in eine dafür eigens adaptierte Scheune umgesiedelt. Eine kindergerechte, erlebnisreiche Ausstellung zur Biologie und Ökologie der Bienen, aber auch zur Geschichte der Bienenhaltung und speziell der lokalen kulturgeschichtlichen Bedeutung wird dort angeboten.

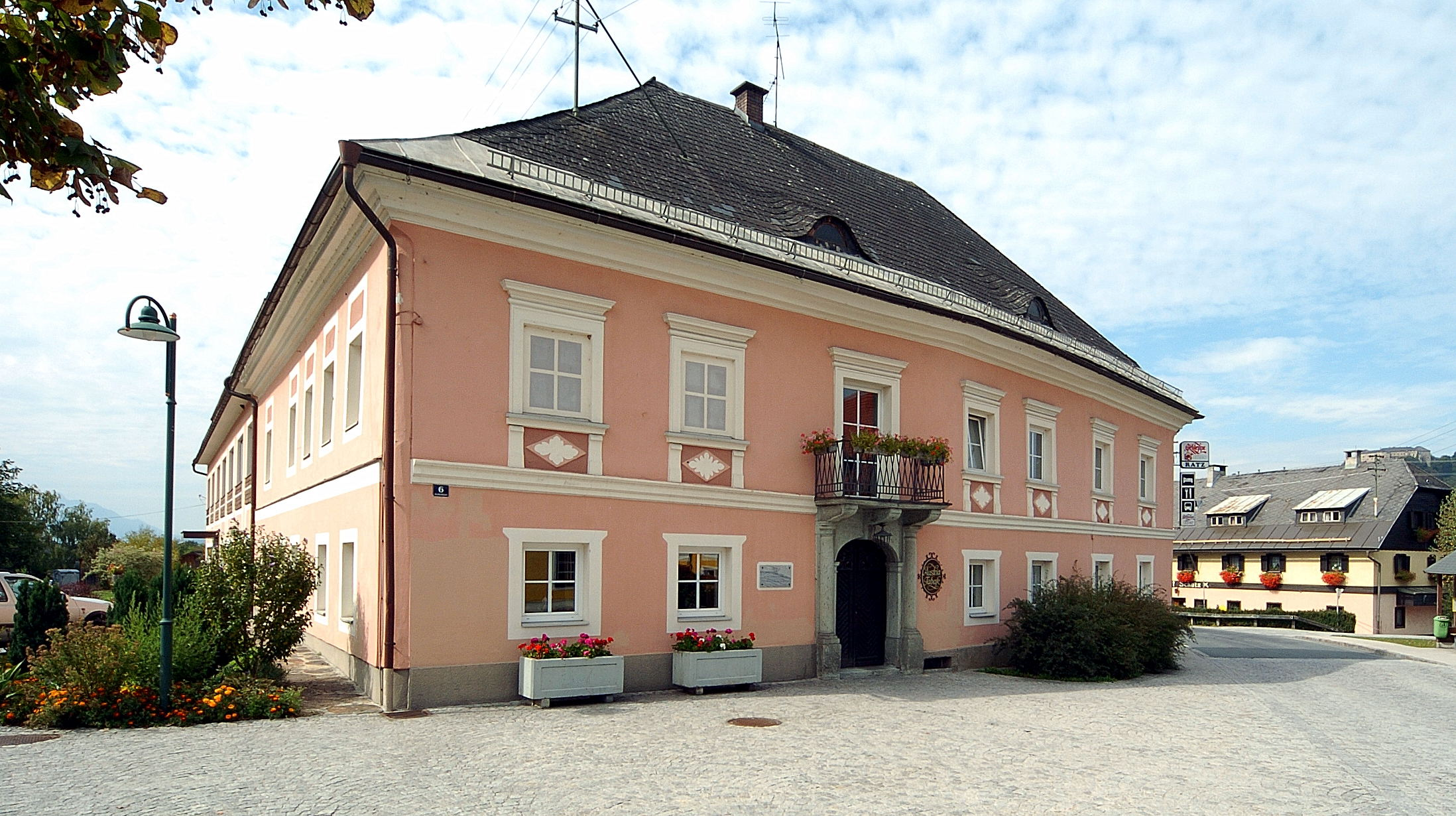
Ratz-Haus, vormals erste Poststation im Rosental
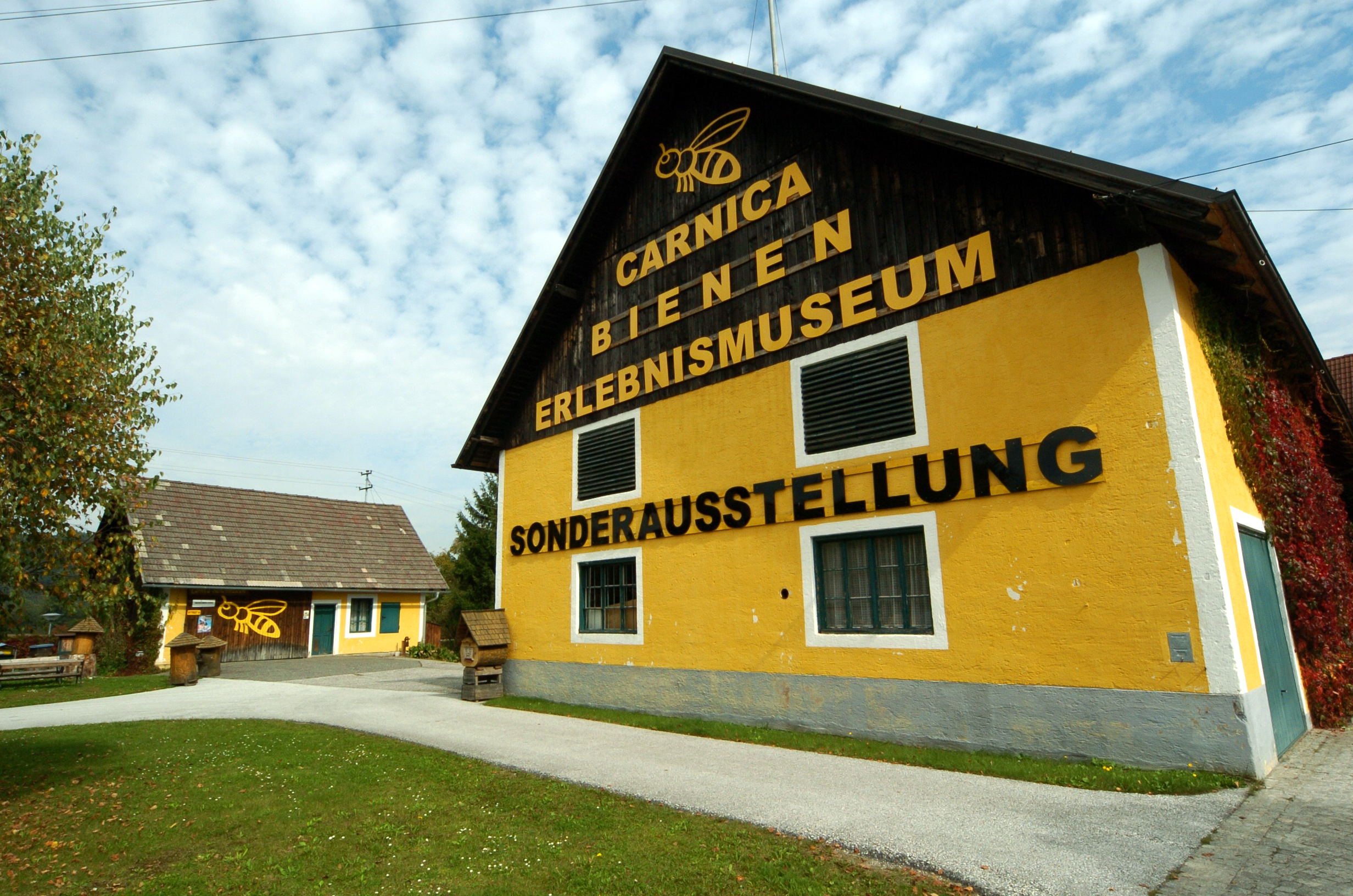
Carnica Bienenmuseum